# Schlössle (Weingarten)

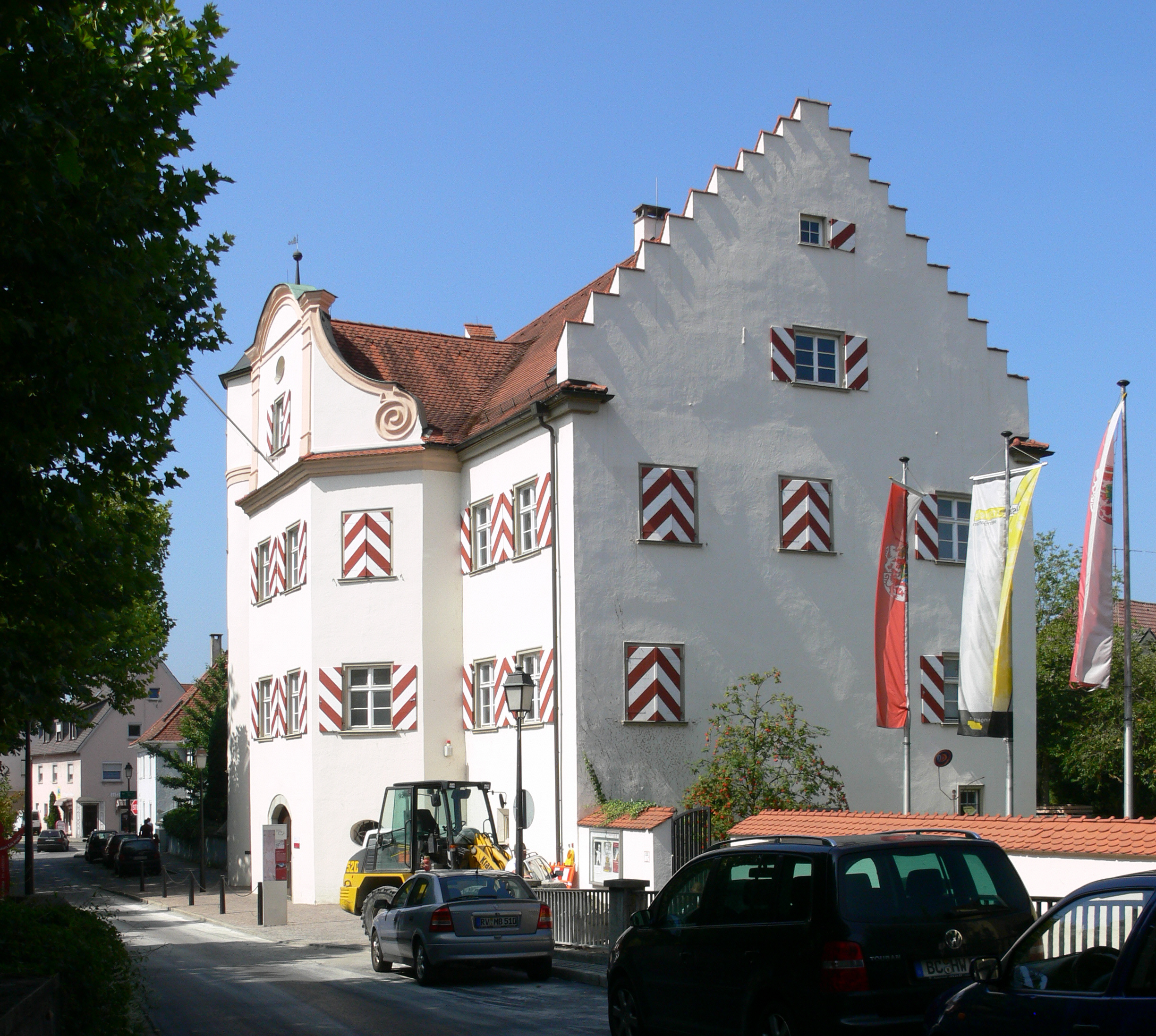
Blick aus östlicher Richtung auf das Schlössle

Das Schlössle in Weingarten im Landkreis Ravensburg ist ein im Renaissancestil gehaltener ehemaliger Wohnsitz der kaiserlichen Landrichter Vorderösterreichs, in dem heute das Stadtmuseum von Weingarten untergebracht ist.

## Geschichte
Das Schlössle wurde um 1550 als Verwaltungssitz der vorderösterreichischen Landvogtei Schwaben im Stil der Renaissance erbaut. Die Westfassade des rechteckigen Baus war mit zwei Treppentürmen versehen. Ab dem 17. Jahrhundert war es Wohnsitz der kaiserlichen Landrichter. Im 18. Jahrhundert wurde es im Barockstil umgebaut und mit filigranen Stuckdecken ausgeschmückt. Im Rahmen dessen wurde 1728 an der Südfassade ein Risalit angebaut. Im 19. Jahrhundert wurde wegen Baufälligkeit der Treppenturm im Nordwesten abgerissen. Im 19. und frühen 20. Jahrhundert diente es als Wohngebäude für Offiziere. Ab 1921 beherbergte das Schlösse das württembergische Rentamt und ab 1957 das Staatliche Liegenschaftsamt. 1988 bis 1989 erfolgten umfangreiche Renovierungsarbeiten
Im Jahr 1997 wurde das Schlössle durch die Stadt Weingarten vom Land Baden-Württemberg erworben, die seit 2001 darin das Stadtmuseum untergebracht hat. Das Museum zeigt Zeugnisse der Geschichte der Stadt und des Klosters Weingarten. Im Januar 2025 wurde ein neuer, großteils durch ein zweckgebundenes privates Vermächtnis finanzierter Ausstellungspavillon mit 170 m2 Grund- und 110 m2 Ausstellungsfläche der Bestimmung übergeben. Das bisher für Sonderausstellungen genutzte Schlössle-Dachgeschoss soll für die Erweiterung der Dauerausstellung genutzt werden.
Der Hof wurde bis 2011 jeweils im Sommer für Theateraufführungen der Klosterfestspiele genutzt. Der Schlösslepark ist eine schöne Gartenanlage, in der Bürger der Hektik entfliehen und Entspannung finden können.

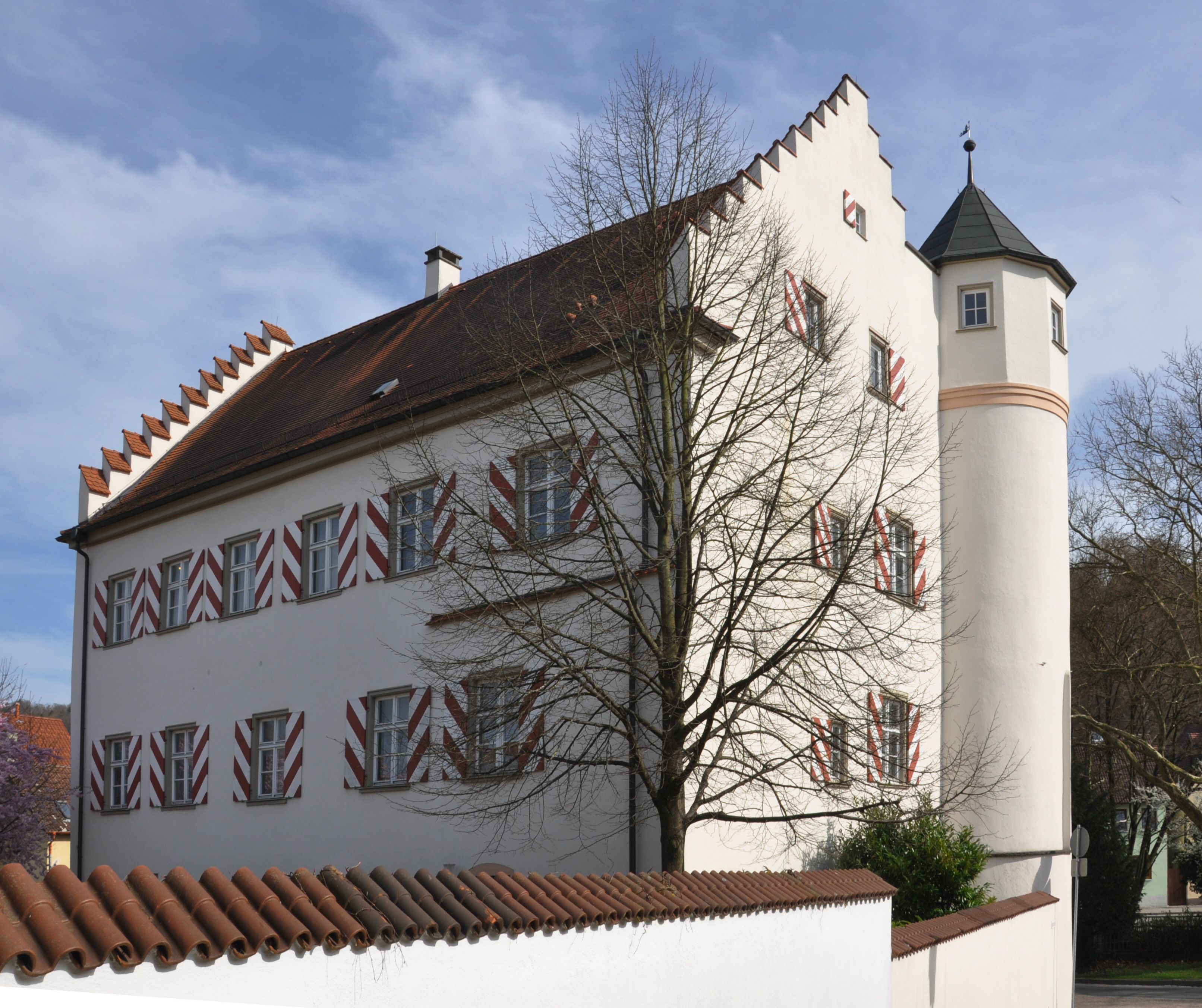
Die Fassade aus nordwestlicher Richtung
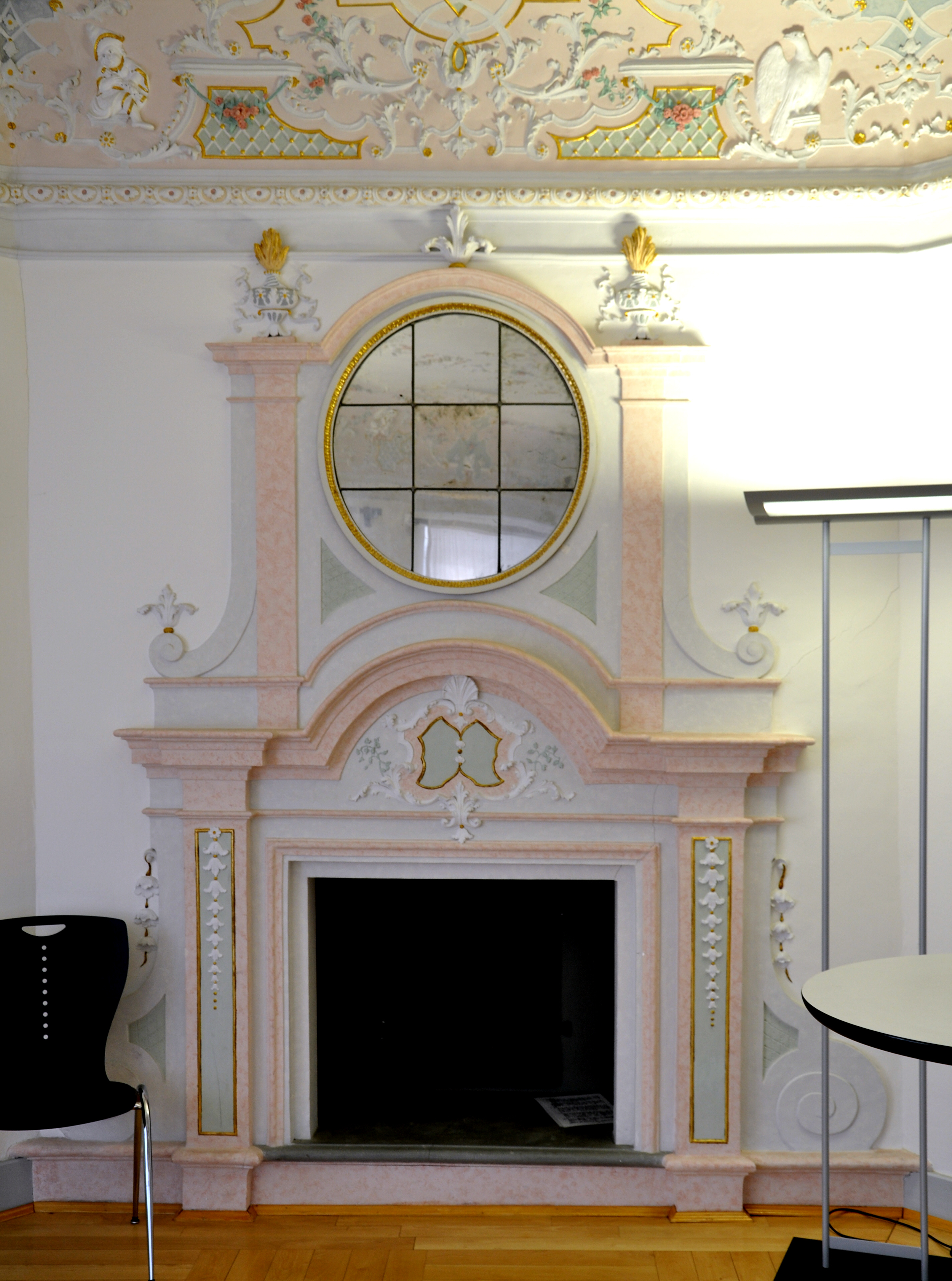
Kamin im Stucksaal
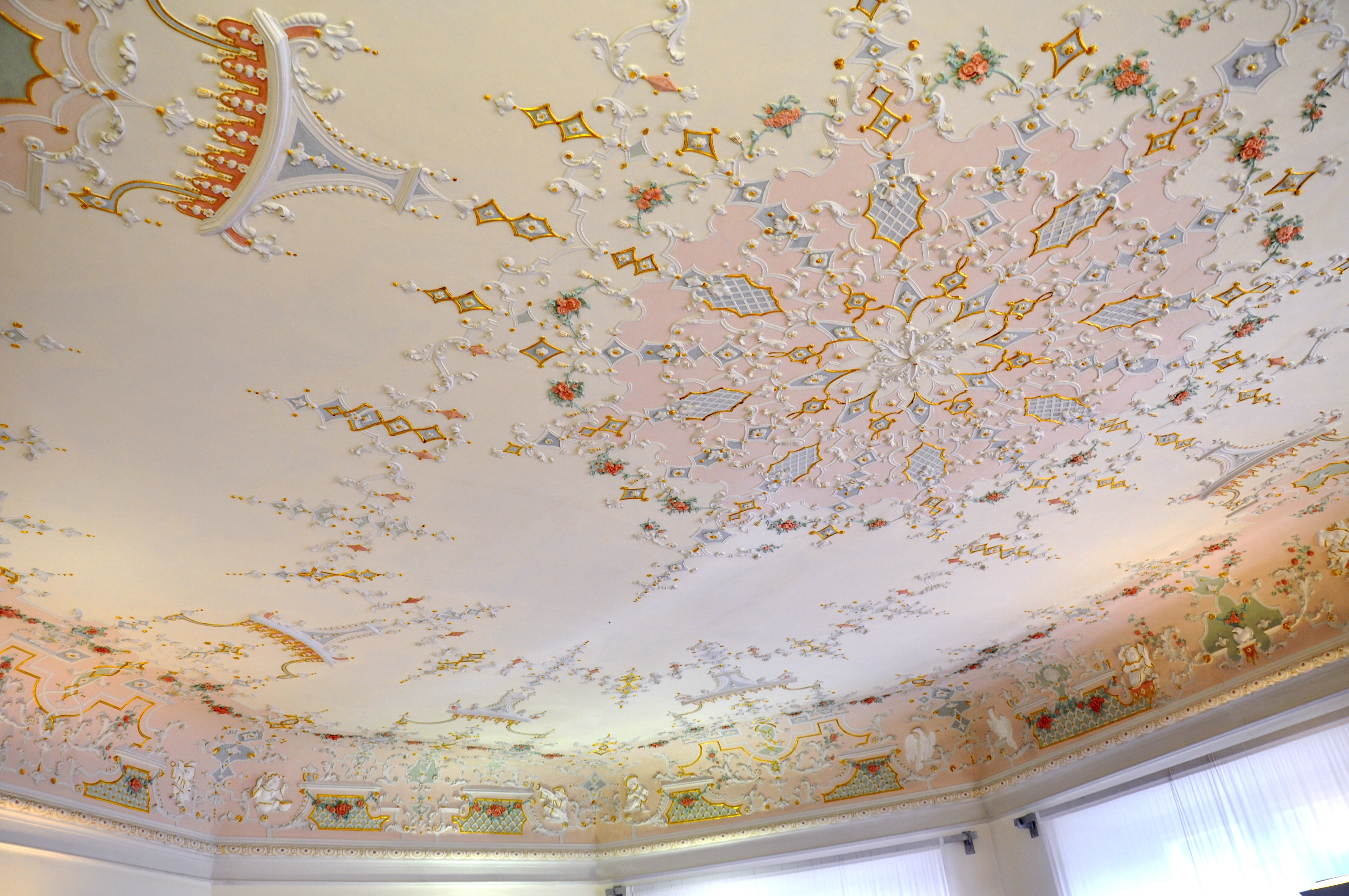
Decke im Stucksaal
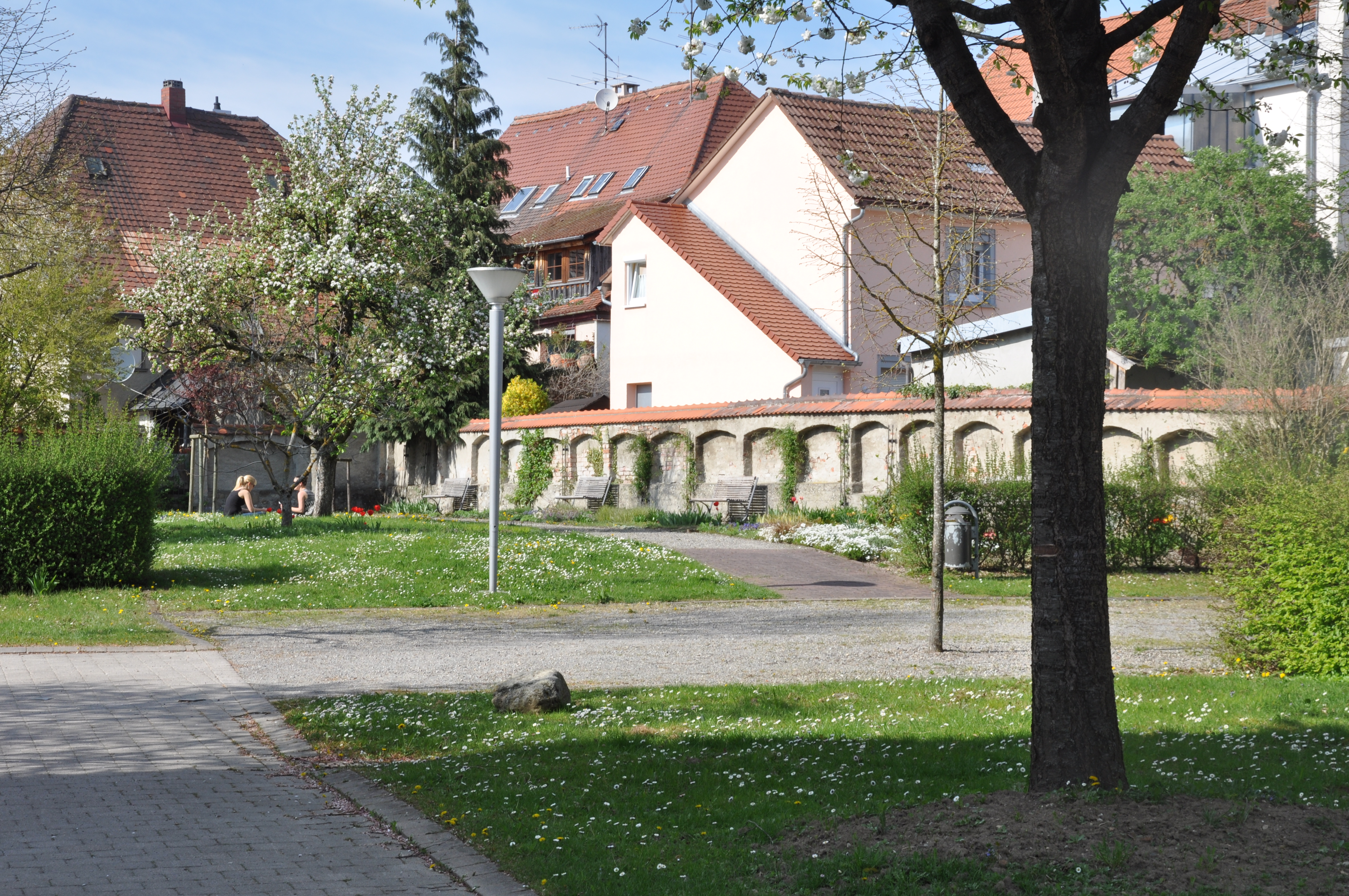
Blick auf den östlichen Teil des Gartens